# كرايغ كينسي
كرايغ كينسي (بالإنجليزية: Craig Kinsey)‏ هو موسيقي أمريكي، ولد في 1971.

## روابط خارجية
- كرايغ كينسي على موقع IMDb (الإنجليزية)